# Zoo Keeper (arcade)
Zoo Keeper es un videojuego creado en 1982 por la empresa Taito. Éste fue uno de los pocos juegos de la empresa creado íntegramente en los Estados Unidos.

## Objetivo del juego
En este juego uno toma el papel de Zeke, el cuidador del zoológico. Muchos de los animales que él debe cuidar se soltaron y secuestraron a su novia, Zelda. Zeke debe recapturar la mayor cantidad de animales posible y rescatar a su novia de las garras de los animales.
Cada nivel posee su propia tarea a completar, además de una escena de bonus.

## Niveles del juego

### Nivel 1
Zeke debe moverse alrededor de una manada de animales para reconstruir una pared que los animales tratarán de destruir para escaparse. Cualquier animal que quede suelto debe ser saltado o de lo contrario el jugador perderá una vida.

### Nivel 2
Zelda está atada a un árbol y es el deber de Zeke subir las diferentes plataformas para poder rescatarla. Para impedirlo, unos monos le arrojarán cocos que él deberá evitar.
Mientras Zelda esté sujetada al árbol, ella le gritará "Save me" ("Sálvame") a Zeke para que se apure a rescatarla. Si Zeke consigue llegar hasta su amada, ella exclamará "My hero" ("Mi héroe") y el juego regalará 5000 puntos como premio.

### Escena de bonus
Zeke debe saltar una importante cantidad de animales al mismo tiempo para poder llegar hacia la celda en donde está encerrada su novia.